# 阿多田島汽船

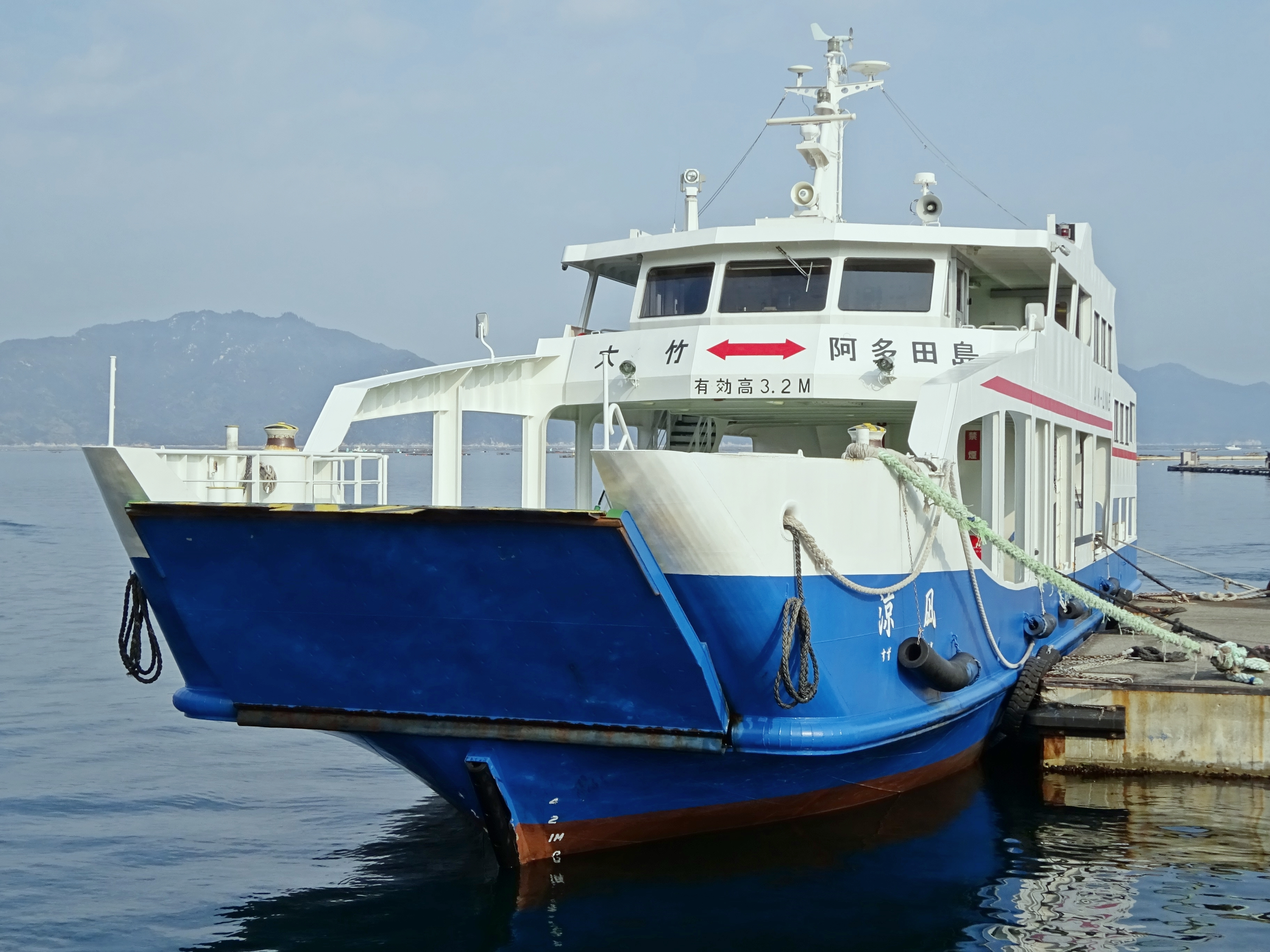
同社所有汽船「涼凪」

有限会社阿多田島汽船（あたたじまきせん）は、広島県大竹市の海運会社。大竹市域内の離島である阿多田島（阿多田）と大竹港の港湾域にある小方港を結ぶ旅客フェリーを運航している。

## 概要
離島である阿多田島と本土を結ぶ唯一の航路を運航している。大竹市が37.5パーセントを出資する第三セクターである。2004年まで事務所は阿多田島におかれていたが、現在は大竹港旅客待合所へ移転した。
- 阿多田港 - 小方港（1日5往復、航海時間35分）

1月1日 - 3日は1便目の1往復が運休する。小型フェリー「涼凪」が就航するが、ドック期間中は、予備船の旅客船「てるひな21」による運航となる。

## 船舶

### 就航中の船舶
大竹市が新しい船舶を発注しており、2023年（令和5年）2月7日に尾道市の神原造船で進水式が行われた。新造船は「悠風（はるかぜ）」と命名された上、阿多田島汽船に無償貸与され、同年4月以降に運航されている。

### 過去の船舶
- 涼凪（すずなぎ）

2004年5月9日起工、同年9月29日進水、同年10月16日竣工、神原造船建造（第617番船）、鉄道建設・運輸施設整備支援機構共有
JG平水、97総トン、載貨重量45.6トン、全長32.45m、垂線間長27.61m、全幅7.20m、深さ2.50m、計画満載喫水1.75m、
ヤンマー 6N18A DV 1基、最大出力441kW、常用出力375kW、4翼固定ピッチハイスキュードプロペラ 2軸、最大速力11.663ノット（試運転）、航海速力11.162ノット
4トントラック1台、2トントラック2台、乗用車2台、乗組員4名、旅客定員1５0名、高齢者、身体障害者等の公共交通機関を利用した移動の円滑化の促進に関する法律（交通バリアフリー法）対応
- 第十一阿多田丸

1985年就航、涼凪の就航により引退。
- 第十阿多田丸
- 第八阿多田丸